# 大興善寺 (佐賀県基山町)
大興善寺（だいこうぜんじ）は、佐賀県三養基郡基山町大字園部に所在する天台宗の寺院である。別格本山。山号は小松山。

## 歴史
寺伝によれば、聖武天皇の勅願により、行基により創建された。平安時代に円仁（慈覚大師）により中興されたとの伝承がある。享禄年間の兵火（1530年ころ）によって堂塔は焼失したが、天文11年（1542年）に当地を領した筑紫惟門が本堂を再建、江戸時代に入り基山が対馬藩領となると領主の宗氏により堂宇の整備がなされ、寺領を寄進した。

## 本尊
本尊は行基の作と伝えられる十一面観世音菩薩。秘仏となっており、12年に1度の午（うま）年にのみ開扉される。直近では2014年の春に開扉された。九州三十三観音霊場第4番札所及び九州四十九院薬師霊場第49番札所である。

## その他の仏像
- 重要文化財
  - 木造広目天立像・多聞天立像 2躯

本堂内に、元太宰府天満宮の本地仏であった十一面観音座像、不動明王立像、毘沙門天立像が安置されている。これは明治初期の廃仏毀釈の際に大宰府から招来されたと伝えられている。

## 庭園

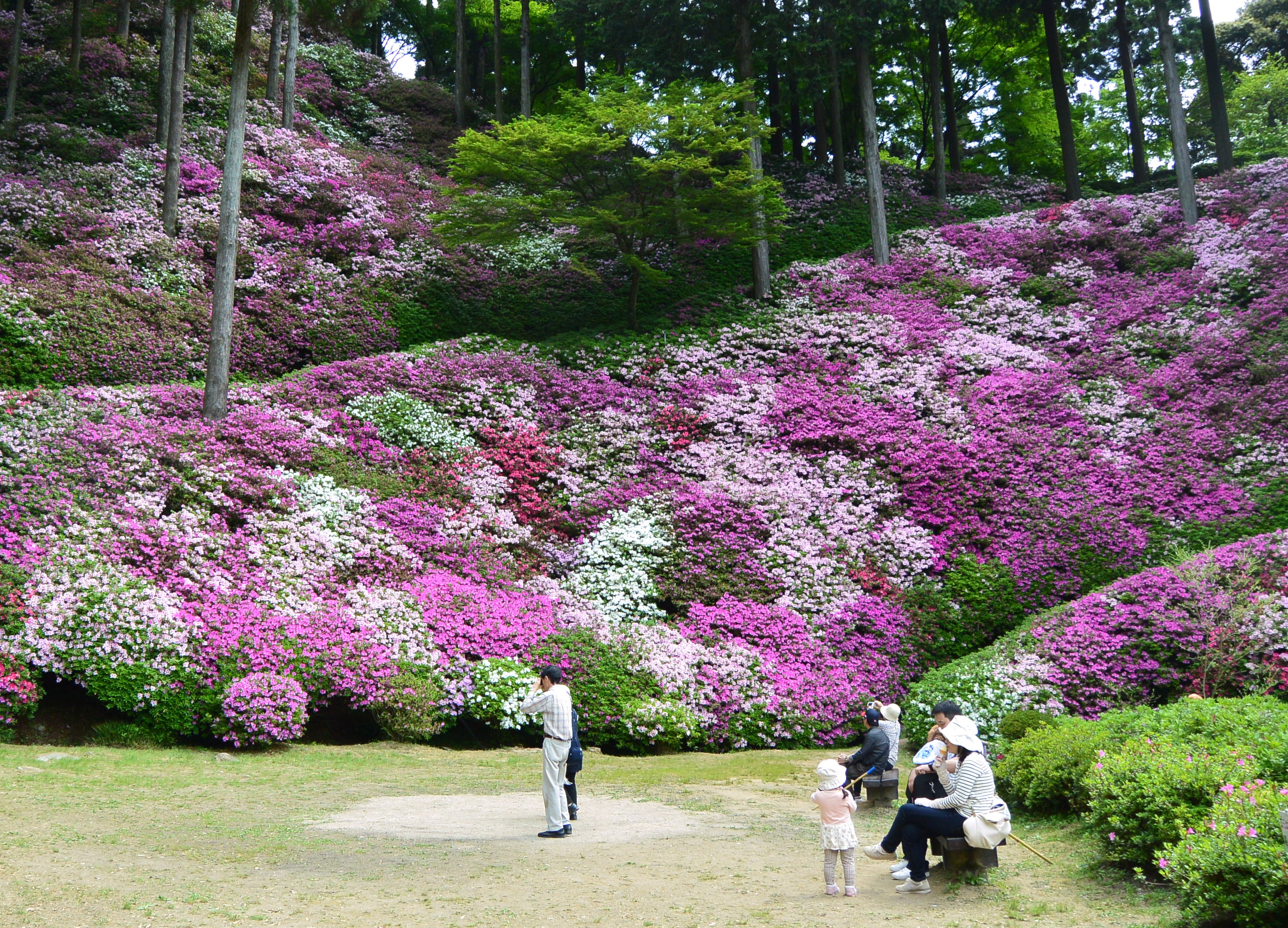
つつじ園内にある「一目一万本」のツツジ

大正年間より本堂の裏山を造成しヒラドツツジを中心に5万本が植栽されており「つつじ寺」の別称がある。春の開花時期には観光客で賑わう。またモミジも多く植えられており、紅葉の季節には夕方ライトアップされる。

## 周辺
- 鳥栖プレミアム・アウトレット

## アクセス
- バス
  - JR九州・甘木鉄道基山駅よりきやまコミュニティバス園部線「小松」下車（所要時間約15分）。
  - ツツジ開花時期や紅葉の時期には基山駅より西鉄バスの臨時バスが運行される。
- 鳥栖筑紫野道路園部ICより車で4分。